# Сен-Тело
Сен-Тело́ (фр. Saint-Thélo, брет. Sant-Teliav) — коммуна во Франции, находится в регионе Бретань. Департамент — Кот-д’Армор. Входит в состав кантона Мюр-де-Бретань. Округ коммуны — Сен-Бриё. Назван в честь святого Тейло.
Код INSEE коммуны — 22330.

## География
Коммуна расположена приблизительно в 390 км к западу от Парижа, в 90 км западнее Ренна, в 33 км к югу от Сен-Бриё.
Вдоль западной границы коммуны протекает река Уст.

## Население
Население коммуны на 2016 год составляло 419 человек.
| 1962 | 1968 | 1975 | 1982 | 1990 | 1999 | 2010 | 2016 |
| ---- | ---- | ---- | ---- | ---- | ---- | ---- | ---- |
| 639  | 676  | 554  | 531  | 458  | 444  | 420  | 419  |

## Экономика
В 2007 году среди 247 человек в трудоспособном возрасте (15—64 лет) 199 были экономически активными, 48 — неактивными (показатель активности — 80,6 %, в 1999 году было 72,3 %). Из 199 активных работали 186 человек (106 мужчин и 80 женщин), безработных было 13 (6 мужчин и 7 женщин). Среди 48 неактивных 11 человек были учениками или студентами, 24 — пенсионерами, 13 были неактивными по другим причинам.

## Достопримечательности
- Крест на кладбище (XVIII век). Исторический памятник с 1930 года[3]

## Фотогалерея
- Крест на кладбище
- Карта коммуны